# Oeste e Vale do Tejo
O Oeste e Vale do Tejo é uma região de Portugal situada no centro-oeste do país. Tem uma área de 9 201 km2 e registou em 2023 uma população de 852 583 habitantes com uma densidade populacional de 93 habitantes por km2, sendo a quarta região mais populosa e extensa do país.
É uma das nove NUTS II portuguesas, constituída pelas seguintes três sub-regiões:
- Lezíria do Tejo,
- Médio Tejo
- Oeste

que se dividem em 36 municípios e em 250 freguesias. Limita a norte com o Centro, a este com o Alentejo, a sudeste com a Península de Setúbal, a sudoeste com a Grande Lisboa e a oeste com o Oceano Atlântico.
Registou em 2022 um produto interno bruto de 15,7 mil milhões de euros, tendo assim a quarta maior economia regional do país com uma participação de cerca de 7 % da economia nacional. Em termos de PIB per capita dispõe do segundo valor mais baixo de todas as regiões, registando 18 880 euros e estando apenas à frente da Região do Norte.

## Divisões
A região é composta por 3 sub-regiões, 34 municípios:

### Sub-regiões
O Oeste e Vale do Tejo divide-se nas seguintes 3 sub-regiões:
- Oeste
- Médio Tejo
- Lezíria do Tejo

### Municípios
O Oeste e Vale do Tejo divide-se nos seguintes 34 municípios:
- Lezíria do Tejo
  - Almeirim
  - Alpiarça
  - Azambuja
  - Benavente
  - Cartaxo
  - Chamusca
  - Coruche
  - Golegã
  - Rio Maior
  - Salvaterra de Magos
  - Santarém

- Médio Tejo
  - Abrantes
  - Alcanena
  - Constância
  - Entroncamento
  - Ferreira do Zêzere
  - Mação
  - Ourém
  - Sardoal
  - Tomar
  - Torres Novas
  - Vila Nova da Barquinha

- Oeste
  - Alcobaça
  - Alenquer
  - Arruda dos Vinhos
  - Bombarral
  - Cadaval
  - Caldas da Rainha
  - Lourinhã
  - Nazaré
  - Óbidos
  - Peniche
  - Sobral de Monte Agraço
  - Torres Vedras

Os cinco municípios mais populosos (segundo dados do Censo de 2021) são: Torres Vedras (83 130 habitantes), Santarém (58 770), Alcobaça (54 981), Caldas da Rainha (50 898) e Alenquer (44 428).

### Cidades
| Cidade           | Sub-região      | Data de elevação       |
| ---------------- | --------------- | ---------------------- |
| Abrantes         | Médio Tejo      | 1916 (14 de junho)     |
| Alcobaça         | Oeste           | 1995 (30 de agosto)    |
| Almeirim         | Lezíria do Tejo | 1991 (16 de agosto)    |
| Caldas da Rainha | Oeste           | 1927 (26 de agosto)    |
| Cartaxo          | Lezíria do Tejo | 1995 (30 de agosto)    |
| Entroncamento    | Médio Tejo      | 1991 (16 de agosto)    |
| Fátima           | Médio Tejo      | 1997 (12 de julho)     |
| Ourém            | Médio Tejo      | 1991 (16 de agosto)    |
| Peniche          | Oeste           | 1988 (1 de fevereiro)  |
| Rio Maior        | Lezíria do Tejo | 1985 (14 de agosto)    |
| Samora Correia   | Lezíria do Tejo | 2009 (12 de junho)     |
| Santarém         | Lezíria do Tejo | 1868 (24 de dezembro)  |
| Tomar            | Médio Tejo      | 1844 (12 de fevereiro) |
| Torres Novas     | Médio Tejo      | 1985 (14 de agosto)    |
| Torres Vedras    | Oeste           | 1979 (3 de fevereiro)  |